# Als Hitler das rosa Kaninchen stahl
Als Hitler das rosa Kaninchen stahl (englischer Originaltitel When Hitler Stole Pink Rabbit) ist ein Roman von Judith Kerr, der 1971 beim Collins Verlag veröffentlicht wurde. Die deutsche Erstausgabe in einer Übersetzung von Annemarie Böll erschien 1973 beim Maier Verlag.
Das Kinder- und Jugendbuch mit autobiografischen Zügen galt lange Zeit als Standardwerk für den Schulunterricht zur Einführung in das Thema Anfänge des Dritten Reiches und Flüchtlingsproblematik und zählt zu den Klassikern der Jugendbuchliteratur. 1974 wurde der Roman mit dem Deutschen Jugendliteraturpreis als „herausragendes Kinderbuch“ ausgezeichnet. Bis 2013 wurden in Deutschland 1,3 Millionen Exemplare des Buches verkauft.
Der Roman bildet den Auftakt einer Trilogie, in deren Verlauf Anna, aus deren Perspektive die Geschichte erzählt wird, zu einer erwachsenen Frau heranwächst. Die Trilogie beginnt im Jahr 1933 und endet in den 1950er-Jahren. Die Titel der Fortsetzungen lauten: Warten bis der Frieden kommt und Eine Art Familientreffen.

## Zusammenfassung

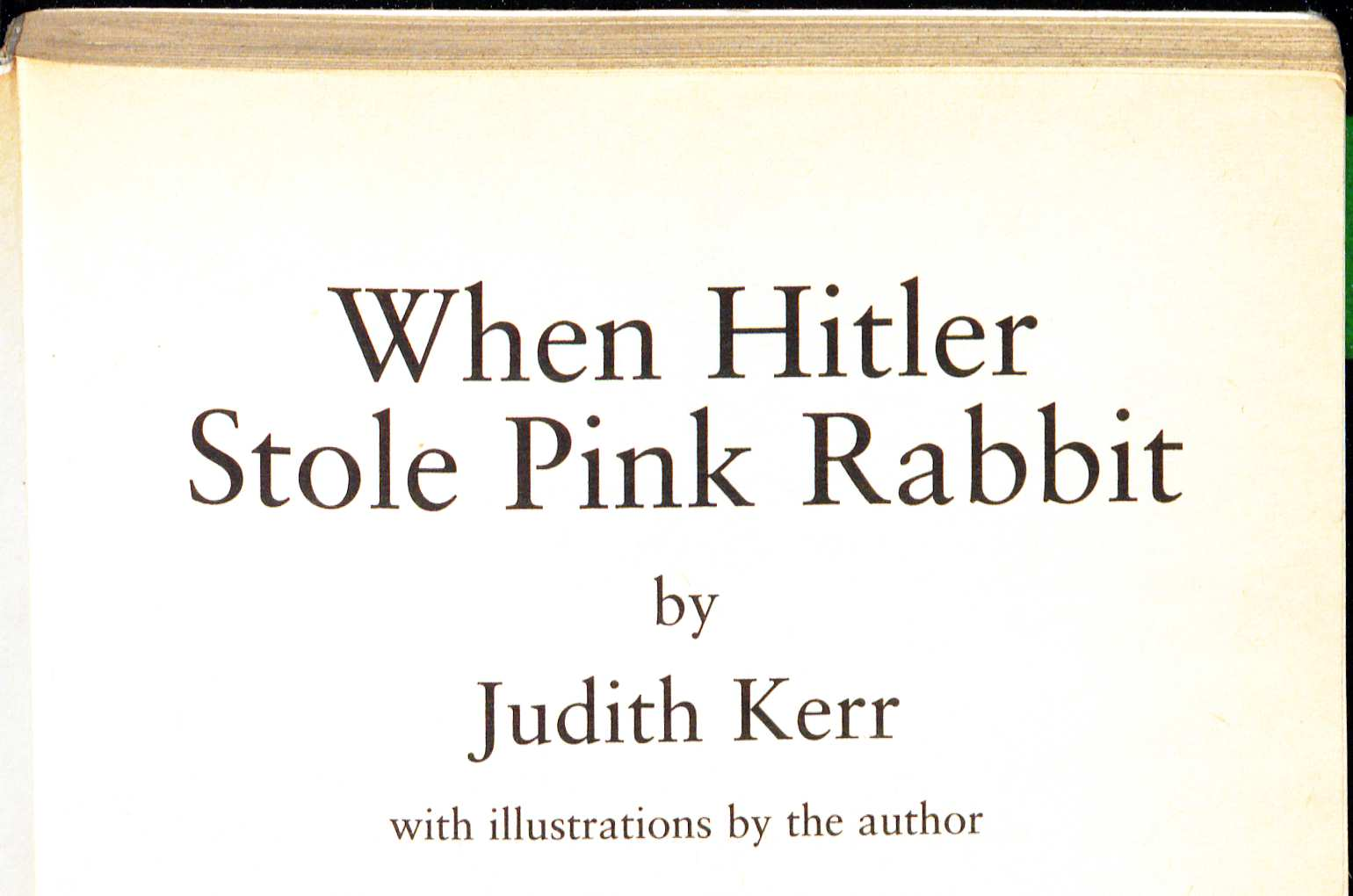
When Hitler Stole Pink Rabbit (Ausgabe 2002, ohne die urheberrechtlich geschützte Titelzeichnung von J.K.)

### Von Berlin nach Zürich
Der Roman beginnt in der Zeit vor der Reichstagswahl im März 1933. Anna ist neun Jahre alt und lebt mit ihrer jüdischen Familie in Berlin. Annas Vater ist ein bekannter Schriftsteller, der auch Artikel gegen Hitler und die NSDAP in Zeitungen und Magazinen veröffentlicht. Aus Sorge vor einer Machtübernahme Hitlers und einer damit einhergehenden Verhaftung flüchtet er, gewarnt durch einen Polizisten, nach Prag. Im Gegensatz dazu bleibt Onkel Julius, ein Freund der Familie, in Berlin.
Wenige Tage später, am Wochenende der Wahl, reisen Anna, ihre Mutter und ihr zwölfjähriger Bruder Max in die Schweiz, wo sie in Zürich auf Annas Vater treffen. Notgedrungen bleiben sie nach Hitlers Wahlsieg und der Konfiszierung ihres Eigentums – darunter auch Annas rosa Plüschkaninchen, das sie in Berlin zurückgelassen hat – in der Schweiz. Sie wohnen erst in einem der besten Hotels von Zürich; als das Geld knapp wird, ziehen sie um in einen Gasthof bei der Familie Zwirn, die drei Kinder hat: Franz, Trudi und Vreneli. Hier bekommen Anna und Max zum ersten Mal die antisemitische Einstellung von Landsleuten zu spüren: Den Kindern einer Urlauberfamilie aus München wird verboten, mit ihnen zu spielen oder zu sprechen, woraufhin auch die Kinder des Wirtes Partei ergreifen müssen.
Infolge der Bücherverbrennung, von der auch die Bücher des Vaters betroffen sind, und auf Grund des Umstands, dass die Schweizer Zeitungen vor allem an ihrer Neutralität interessiert sind, wird es für Annas Vater immer schwieriger, seine Artikel zu veröffentlichen und damit Geld zu verdienen. Auch die Tatsache, dass die Nazis einen Preis auf die Ergreifung von Annas Vater ausgesetzt haben, macht das Leben der Familie nicht einfacher.
Aus Geldnot zieht die Familie weiter nach Paris, wo der Vater bessere Chancen für sich und die Familie sieht.

### Weiter nach Paris und London
In Frankreich angekommen, muss sich die Familie den Problemen einer Flüchtlingsfamilie stellen: Sprachprobleme, Integrationsprobleme und auch hier das Problem des knappen Geldes. Artikel des Vaters in der Pariser Zeitung sorgen nur für ein mageres Einkommen. Mit Antisemitismus ist die Familie in Frankreich nicht konfrontiert; dafür aber werden die finanziellen Sorgen immer größer, zumal auch das Gastland von einer Wirtschaftskrise bedrängt ist. Wichtiger als die finanzielle Lage ist dem Vater allerdings die Freiheit – in Paris erfährt er, dass sein alter Freund Julius sich in Berlin nach zahlreichen Schikanen das Leben genommen hat –, und für Anna zählt nur, dass die Familie nicht getrennt wird.
Die Mutter allerdings, auf der die wirtschaftlichen Sorgen vor allem lasten, drängt zu einem Umzug nach England. Nach einer demütigenden Szene, in der die Concierge sich verächtlich über die Familie äußert, die ihre möblierte Mietwohnung nicht ganz pünktlich bezahlen kann, fordert sie eine Entscheidung. Zu Annas Entsetzen beschließen die Eltern, ihre Kinder für die Zeit des Übergangs bei den ebenfalls emigrierten Großeltern in Südfrankreich unterzubringen. Aber bevor diese Entscheidung in die Tat umgesetzt werden kann, trifft die Nachricht ein, dass eine englische Firma ein Filmmanuskript des Vaters kaufen will und ihm dafür 1.000 Pfund zahlt. Daraufhin kann die ganze Familie gemeinsam nach London fahren. Dort angekommen, begrüßt Cousin Otto Anna und die anderen Familienmitglieder auf der Victoria Station.

## Rezeption
Geraldine Brennan schreibt in ihrer Buchrezension: „Als Hitler das rosa Kaninchen stahl verbindet Erkenntnisgewinn und Humor mit der Aufrichtigkeit einer Denkschrift und der Dramatik eines Romans. […] Kinder, die heute Flüchtlinge sind oder in einer anderen Sprache als ihrer Muttersprache unterrichtet werden, können sich mit vielen von Annas Erlebnissen in der Schule in Paris identifizieren: Die Mühen und Wonnen, in einer neuen Sprache zu denken und zu lernen; die Trauer, alte Freunde zurücklassen zu müssen, deren Erfahrungshorizont so viel kleiner ist. Kerr schrieb das Buch teils für ihre Kinder, teils für ihre Eltern, die die erneut mittellose Familie gegen alle Widrigkeiten zusammenhielten.“ In der Jurybegründung für die Verleihung des Deutschen Jugendliteraturpreises heißt es: „Judith Kerrs Erinnerungen bedeuten weder geschichtlichen Nachhilfeunterricht noch eine späte Anklage, sondern berichten klug und warmherzig von einem Geschehen, das sich wiederholen kann. Kinder, für die die Zeit des Nationalsozialismus ferne Vergangenheit ist, können diesem Buch die Konsequenzen einer totalitären Regierungsform für das Leben jedes einzelnen entnehmen.“

## Referenzen
Als Hitler das rosa Kaninchen stahl ist in dem literarischen Nachschlagewerk 1001 Kinder- und Jugendbücher – Lies uns, bevor Du erwachsen bist! für die Altersstufe 8+ Jahre enthalten.

## Verfilmungen
- Buchvorstellung mit Schauspielsequenzen am 5. Oktober 1975 in der Serie Lemmi und die Schmöker.
- Als Hitler das rosa Kaninchen stahl wurde 1978 vom WDR für die ARD unter der Regie von Ilse Hofmann – zum Teil an Originalschauplätzen – verfilmt. Die Erstausstrahlung erfolgte am 25. Dezember 1978. In den Hauptrollen spielten Martin Benrath und Elisabeth Trissenaar die Eltern sowie Ariane Jeßulat und Alexander Rosenberg die Kinder Anna und Max, ferner Miriam Spoerri in einer weiteren Rolle.
- 2019 kam eine von der Sommerhaus Filmproduktion GmbH produzierte Neuproduktion in die Kinos. Regie führte Caroline Link, die mit Anna Brüggemann auch das Drehbuch verfasste. Die Rolle der Anna übernahm Riva Krymalowski.

## Biografische Bezüge
Judith Kerr hat ihre eigene Familienkonstellation recht genau übernommen; aus ihrem Bruder Michael wurde Max, hinter dem berühmten Vater verbirgt sich Alfred Kerr, und die in Berlin noch musizierende und von Haushalts- und Geldsorgen unberührte Mutter hat deutliche Ähnlichkeit mit ihrem Urbild Julia Weismann. Als Randfiguren treten die Großmutter mütterlicherseits auf und eine Großtante Sarah, die in Paris als Witwe lebt. Über den Großvater wird nur gesagt, dass er im Gegensatz zum Vater der Familie nicht berühmt ist und deswegen ungehindert mit seinem ganzen Besitz emigrieren konnte. Die Realität dürfte für Robert Weismann anders ausgesehen haben. Hinter dem ungarischen Regisseur, der in England den Ankauf des Drehbuchs über Napoleons Mutter vorantreibt, verbirgt sich Alexander Korda. Das Urbild des Onkel Julius ist der Oscar-Wilde-Übersetzer Max Meyerfeld. Judith Kerr selbst betonte, dass es sich bei den Büchern um ‚Romane und keine Memoiren‘ handelte und sie deshalb diese nicht in der ersten Person geschrieben habe.

## Ausgaben
- When Hitler Stole Pink Rabbit. Collins, London 1971, ISBN 0-00-184913-1.
- Als Hitler das rosa Kaninchen stahl. Übersetzung von Annemarie Böll. Deutsche Erstausgabe. Maier Verlag, Ravensburg 1973, ISBN 978-3-473-35007-0.
- Als Hitler das rosa Kaninchen stahl. Lesung von Martin Held. Deutsche Grammophon, Hamburg 1978.